# Łobżenica
Łobżenica é um município da Polônia, na voivodia da Grande Polônia e no condado de Piła. Estende-se por uma área de 3,25 km², com 2 977 habitantes, segundo os censos de 2016, com uma densidade de 916,0 hab/km².